# Đerekare (gmina Tutin)
Đerekare (cyr. Ђерекаре) – wieś w Serbii, w okręgu raskim, w gminie Tutin. W 2011 roku liczyła 432 mieszkańców.